# L'altra sporca ultima meta (colonna sonora)
L'altra sporca ultima meta è la colonna sonora dell'omonimo film di Peter Segal, pubblicata nel 2005 da Universal e dalla Derrty Ent di Nelly, produttore esecutivo e co-protagonista della pellicola.
Il critico Johnny Loftus plaude al rapping, talvolta senza senso, di Nelly e alle produzioni di Jazze Pha, costatando la presenza di numerosi filler.
| Recensione | Giudizio |
| ---------- | -------- |
| AllMusic   | [ 1 ]    |

## Tracce
1. Errtime (Nelly, Jung Tru & King Jacob) – 4:09 – Jazze Pha
2. Shorty Bounce (Lil' Wayne) – 4:06 – Furious
3. Bounce Like This (T.I.) – 4:48 – Nick "Fury" Loftin
4. Let 'Em Fight (Ali & Gipp) – 3:35 – Trife
5. Stomp (Murphy Lee, King Jacob & Prentice Church) – 4:25 – Fala Beats
6. So Fly (Akon & Blewz) – 3:44 – Erick Sermon
7. U Should Know (216) – 4:10 – Yonny
8. Whip Yo Ass (WC & Nelly) – 3:14 – Hardley Davidson
9. Talking That Talk (Chamillionaire & David Banner) – 3:56 – David Banner
10. Datz on My Mama (Taylor Made & Nelly) – 4:52 – Hardley Davidson
11. Infultrate (Trillville) – 3:28 – Emperor Searcy
12. My Ballz (D12) – 4:26 – Eminem, Luis Resto (co.-prod.)
13. Fly Away (Nelly) – 4:14 – Rashad Hill

## Classifiche settimanali
| Classifica (2005)         | Posizione raggiunta |
| ------------------------- | ------------------- |
| Stati Uniti               | 11                  |
| US Top R&B/Hip-Hop Albums | 16                  |